# O Hino de Pernambuco
O Hino de Pernambuco (l'himne de Pernambuco) va ser compost el 1908 i exalta la bellesa, els èxits històrics i les batalles de la gent de Pernambuco. Té lletra d'Oscar Brandão da Rocha i música de Nicolino Milano.
La seva tornada exalta la Terra dels cocoters alts:
Salve, ó Terra dos altos coqueiros,

de beleza soberbo estendal,

nova Roma de bravos guerreiros,

Pernambuco! Imortal! Imortal!
És molt conegut entre la gent de Pernambuco, ja que, a més d'ensenyar-se a les escoles, es representa amb freqüència en esdeveniments esportius com el futbol, el voleibol, el bàsquet i altres, a més de ser cantat en publicitat a tot l'Estat de Pernambuco.
L'any 2002, el Govern de l'Estat de Pernambuco, en col·laboració amb l'Ajuntament de Recife i el Departament de Turisme de l'Estat, va promoure una major difusió de l'himne mitjançant el seu re-enregistrament en els ritmes més variats, com el frevo, el forró i el manguebeat. Artistes reconeguts com Alceu Valença, Dominguinhos i Cannibal van formar part d'aquest projecte.

## Estil
El text, escrit per Oscar Brandão, va tenir influències de múltiples estils literaris de la literatura brasilera de principis del segle xx, tant que es podia definir, absurdament, com una síntesi.
Les principals influències es noten per:
- Parnassianisme, amb l'ús de paraules obsoletes per tal de transmetre una visió romàntica de la terra natal i l'exaltació de la naturalesa tropical del país.
- Simbolisme, utilitzant símbols i alliberant les paraules de la seva essència lògica, amb la recerca d'imatges acústiques, visuals i olfactives.
- Modernisme, amb referències al moment polític i social
- Arcadisme, valorant la vida rural.
- Verisme, amb referències a les realitats socials brasileres de l'època.
- Barroc, amb presència d'antítesi i amb jocs de paraules.

## Lletra
| Coração do Brasil, em teu seio Corre sangue de heróis – rubro veio, Que há de sempre o valor traduzir, És a fonte da vida e da história Desse povo coberto de glória, O primeiro talvez do porvir! Salve ó terra dos altos coqueiros, De beleza soberbo estendal! Nova Roma de bravos guerreiros, Pernambuco imortal! Imortal! Esses montes e vales e rios, Proclamando o valor dos teus brios Reproduzem batalhas cruéis. Do presente és a guarda avançada, Sentinela indormida e sagrada, Que defende da Pátria os Lauréis! Salve ó terra dos altos coqueiros, De beleza soberbo estendal! Nova Roma de bravos guerreiros, Pernambuco imortal! Imortal! Do futuro, és a crença, a esperança Desse povo que altivo descansa Como o atleta depois de lutar... No passado o teu nome era um mito, Era o sol a brilhar no infinito, Era a glória na terra a brilhar! Salve ó terra dos altos coqueiros, De beleza soberbo estendal! Nova Roma de bravos guerreiros, Pernambuco imortal! Imortal! A República é filha de Olinda, Alva estrela, que fulge e não finda De esplendor com os seus raios de luz. Liberdade um teu filho proclama, Dos escravos o peito se inflama Ante o sol dessa terra da cruz! Salve ó terra dos altos coqueiros, De beleza soberbo estendal! Nova Roma de bravos guerreiros, Pernambuco imortal! Imortal! | Cor del Brasil, al teu pit La sang dels herois flueix - ve vermella, Que sempre ha tingut el valor transmès, És la font de la vida i la història De la gent coberta de glòria, La primera potser del futur! Salve, terra d'alts cocoters Magnífica mostra de bellesa! Nova Roma de guerrers valents Pernambuco immortal! Immortal! Aquestes muntanyes i valls i rius Proclamant la valentia de la teva gràcia Reprodueixen batalles cruels. Del present es troba a l'avantguarda, Sentinella vigilant i sagrat, Qui defensa els Llorers de la Pàtria! Salve, terra d'alts cocoters Magnífica mostra de bellesa! Nova Roma de guerrers valents Pernambuco immortal! Immortal! Del futur, tu ets la fe, l'esperança De la gent que descansa amb altivesa Com a esportista després de la lluita... En el passat el teu nom era un mite Va ser el sol que brilla per sempre Va ser la glòria a la terra la que va lluir! Salve, terra d'alts cocoters Magnífica mostra de bellesa! Nova Roma de guerrers valents Pernambuco immortal! Immortal! La República és filla d'Olinda Alba estrella que brilla i no minva D'esplendor amb els seus raigs de llum La llibertat en el teu fill proclama El pit dels esclaus s'inflamen De cara al sol de la terra de la creu! Salve, terra d'alts cocoters Magnífica mostra de bellesa! Nova Roma de guerrers valents Pernambuco immortal! Immortal! |